# Catherine Annette
Pour les articles homonymes, voir Annette.
Catherine Annette est une actrice, scénariste et productrice américaine.

## Filmographie

### Comme actrice
- 2009 : Where's Tuesday Monday? : Hope
- 2009 : Sunday Morning High : Terrie
- 2009 : Action 6 News (court métrage) : Candace
- 2009 : Action 6 News: Episode 2 (court métrage) : Candace (segment 'Zach and the Bikini Girls')
- 2010 : The Bannen Way : la femme de Mensch
- 2010 : Warrior Showdown : une amazone
- 2010 : Warrior Showdown (série télévisée)
- 2010 : Miss Casting (court métrage) : Kelly
- 2010 : Lukewarm (court métrage) : Bethany
- 2011 : Six Figures (série télévisée) : Gabrielle Donovan (7 épisodes)
- 2011 : Let's Be Honest (court métrage)
- 2011 : Emmanuelle Through Time: Emmanuelle's Sexy Bite (téléfilm) : Gwen
- 2011 : Emmanuelle Through Time: Emmanuelle's Supernatural Sexual Activity (téléfilm) : Gwen
- 2011 : Shoe Fetish (court métrage) : Susan Waker
- 2011 : Super Shark : Jill
- 2011 : Duel of Destiny (court métrage)
- 2012 : Adventures Into the Woods: A Sexy Musical : la danseuse #2
- 2011-2012 : Femme Fatales (série télévisée) : Tiffany (4 épisodes)
- 2012 : Noobz : la serveuse de cocktails
- 2012 : Silent But Deadly : Jaime
- 2012 : Swine : Beauty
- 2012 : Fairar Days: The Arm Job (court métrage) : Faira
- 2013 : Operation Belvis Bash : la modèle en bikini
- 2013 : Ladies Night Singles (court métrage) : C.C.
- 2014 : Lucky Bastard : Casey
- 2014 : The Coed and the Zombie Stoner : Chrissy
- 2014 : After Midnight : Constance
- 2015 : Nobody Can Cool : Susan
- 2016 : The Dollhouse (court métrage) : Adrianna
- 2017 : The Lady Killers : Sharon
- 2017 : The Black Room : Alexis
- 2017 : Spreading Darkness : Pearl
- 2017 : The Capture : Kathy
- 2014-2017 : Monster School Animation (série télévisée) : Brittany (voix) (2 épisodes)
- 2018 : Proxy Kill : Cat
- 2018 : Sunset Society : Becky
- 2019 : Vampire Schoolgirls : sœur Thérèse
- 2019 : Gotterdammerung : Megan

### Comme scénariste
- 2012 : Fairar Days: The Arm Job (court métrage)
- 2013 : Ladies Night Singles (court métrage)
- 2016 : The Dollhouse (court métrage)

### Comme producteur
- 2012 : Fairar Days: The Arm Job (court métrage)
- 2016 : The Dollhouse (court métrage)
- 2017 : Not So Fast My Tooth Is Loose